# Ōkouchi (Klan)

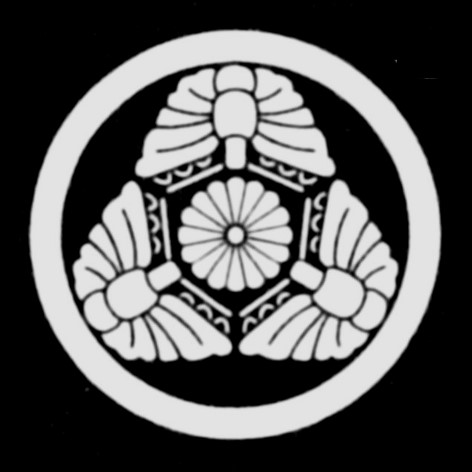
Wappen der Ōkouchi
in Yoshida und Ōtaki (Drei Schmetterlinge um Chrysantheme)

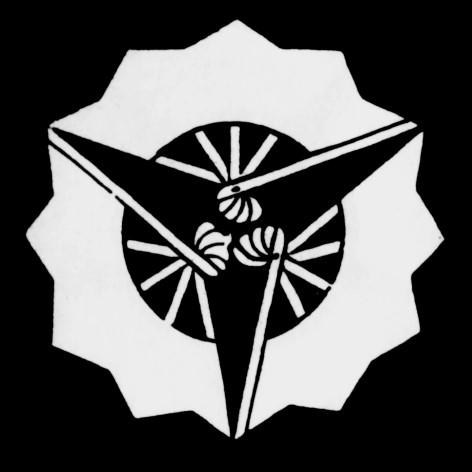
Wappen der Ōkouchi
in Takasaki (Drei Fächer)

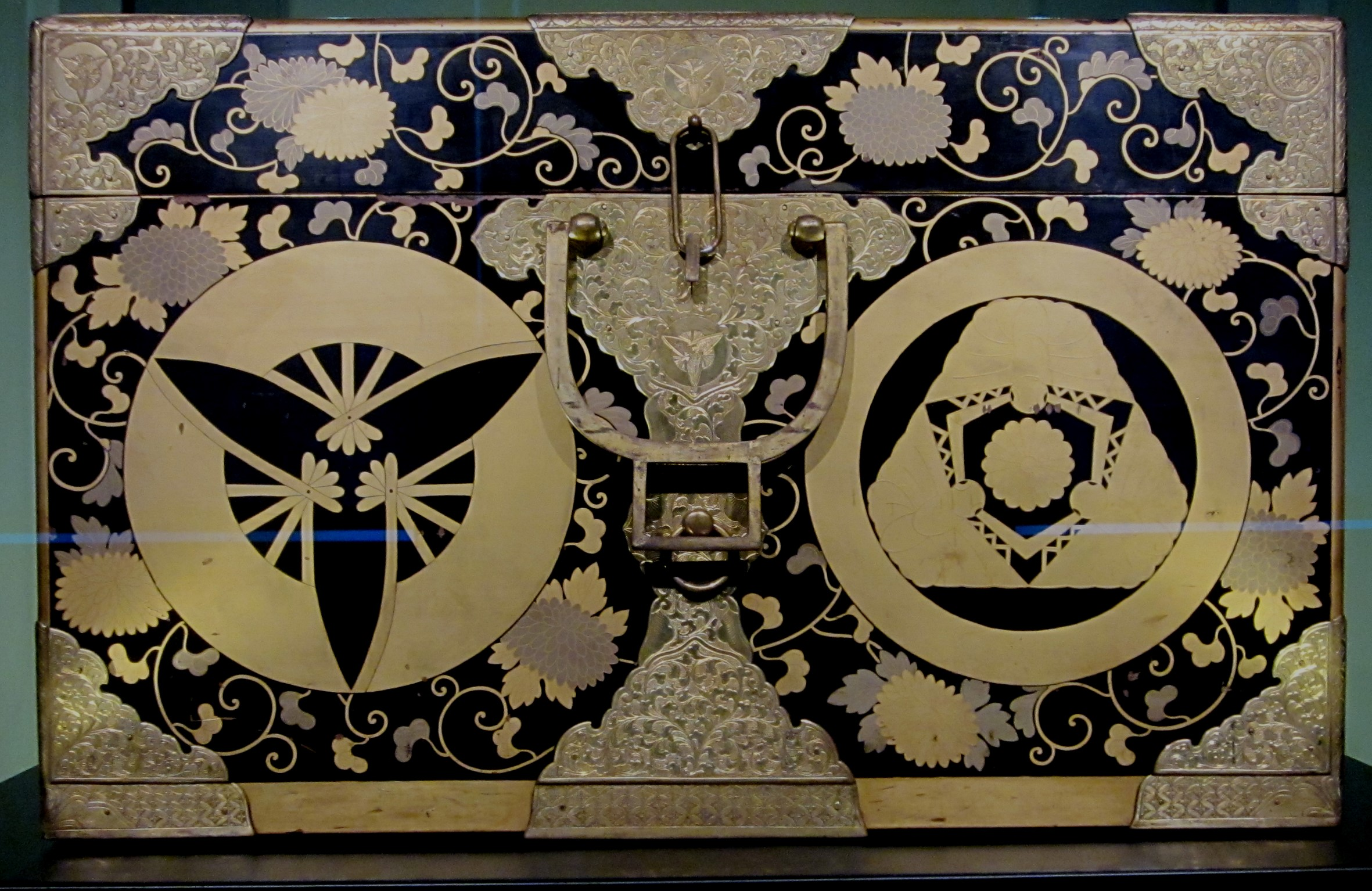
Ōkouchi-Truhe im Herzoglichen Museum Gotha

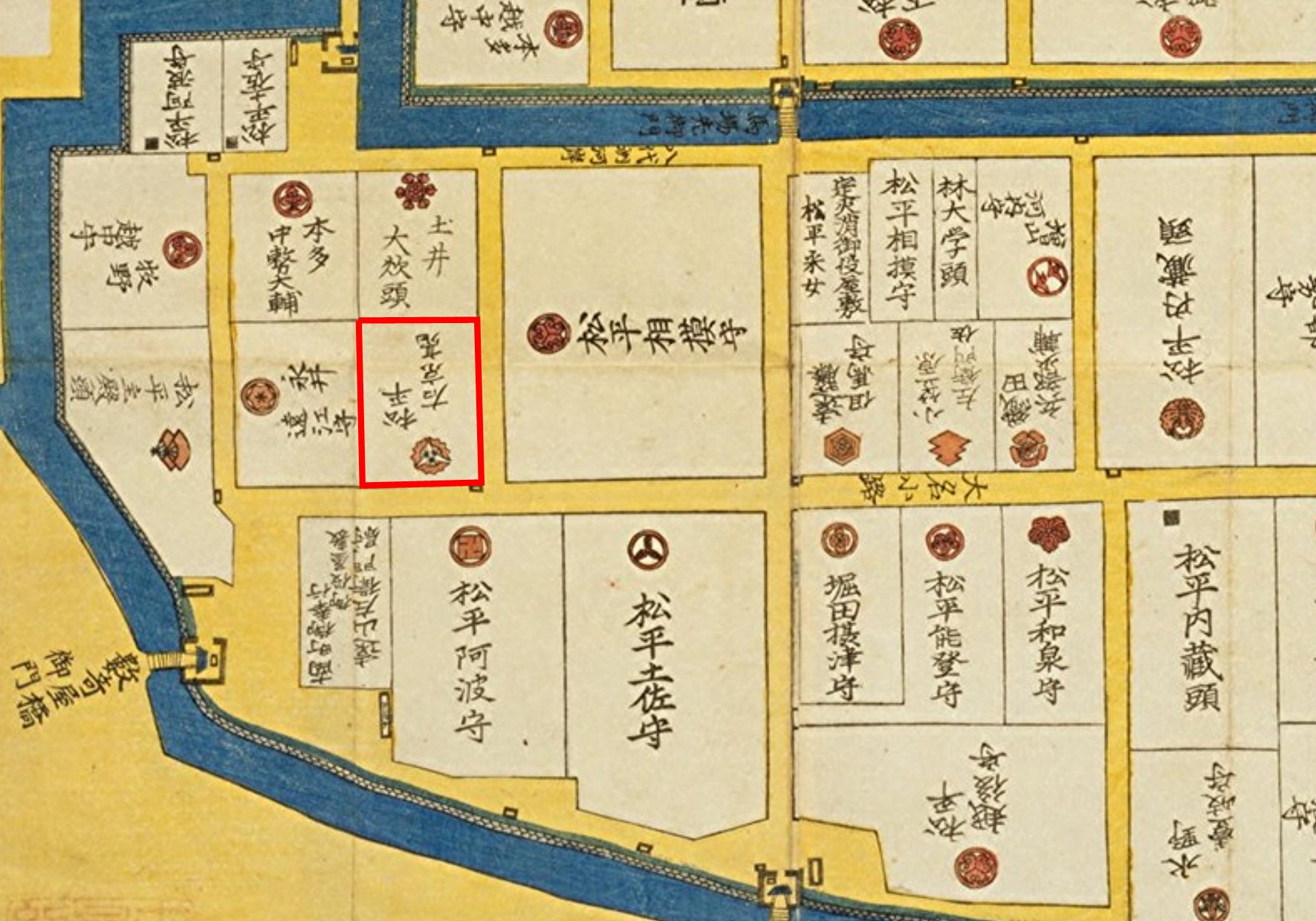
Residenz der Okouchi (Takasaki) in Edo.

Die Ōkouchi (japanisch 大河内氏, Ōkouchi-shi)  waren eine Familie des japanischen Schwertadels (Buke), die sich von Minamoto no Yorimasa (Seiwa-Genji) ableitete. Später führten sie durch Adoption auch den Namen Matsudaira. Unter den Zweigfamilien  gehörten die mit einem Einkommen von 80.000 Koku in Takasaki und die mit 70.000 Koku in Yoshida (heute Toyohashi) residierenden Ōkouchi zu den größeren Fudai-Daimyō der Edo-Zeit.

## Genealogie

### Hauptlinie
- Akitsuna (顕縄; 1179–1230), ein Enkel Yorimasas, war der Erste, der den Namen Ōkouchi annahm.
- Hidetsuna (秀縄; 1546–1618)
- Masatsuna (正縄; 1576–1648), Hidetsunas Sohn, wurde von Matsudaira Masatsugu adoptiert, so dass sie Familie auch diesen Namen führte.
- Nobutsuna (信縄; 1596–1662), Masatsunas Sohn, wurde zusammen mit dem späteren Shogun Tokugawa Iemitsu erzogen. 1633 bekam der den Oshi-han (Provinz Musashi) mit 60.000 Koku. 1638 löste er den erfolglosen Itakura Shigemasa ab und beendet den Shimabara-Aufstand. Danach wurde er nach Kawagoe (Musashi) mit 90.000 Koku versetzt. Seine Nachkommen residierten ab 1694 in Koga (Shimousa), ab 1712 in Yoshida (Mikawa), ab 1729 in Hamamatsu (Tōtōmi) und dann von 1749 bis 1868 wieder in Yoshida mit 70.000 Koku. Nach 1868 Vizegraf.

### Nebenlinien
- Nobuoki (信興; 1630–1692), fünfter Sohn Nobutsunas, begründete eine Linie, die ab 1681 in Tsuchiura (Hitachi), ab 1692 in Mibu (壬生, Shimotsuke), ab 1695 in Takasaki (Kōzuke), ab 1710 in  Murakami (Echigo) und schließlich von 1717 bis 1868 wieder in Takasaki mit 80.000 Koku residierten. Diese Linie führten den Titel 左京亮. Letzter Daimyō war
  - Teruna (輝声; 1848–1882), nach 1868 Vizegraf.
- Masanobu (正信; 1621–1693), Sohn Masatsunas, begründete eine Linie, die von 1703 bis 1868 in Ōtaki (大多喜町, Kazusa) mit 25.000 Koku residierte. Nach 1868 Vizegraf.
  - Masatoshi (大河内正敏; 1878–1952), Sohn des letzten Daimyō, war 25 Jahre Präsident der nationalen Forschungseinrichtung RIKEN.